# Kaxinawá

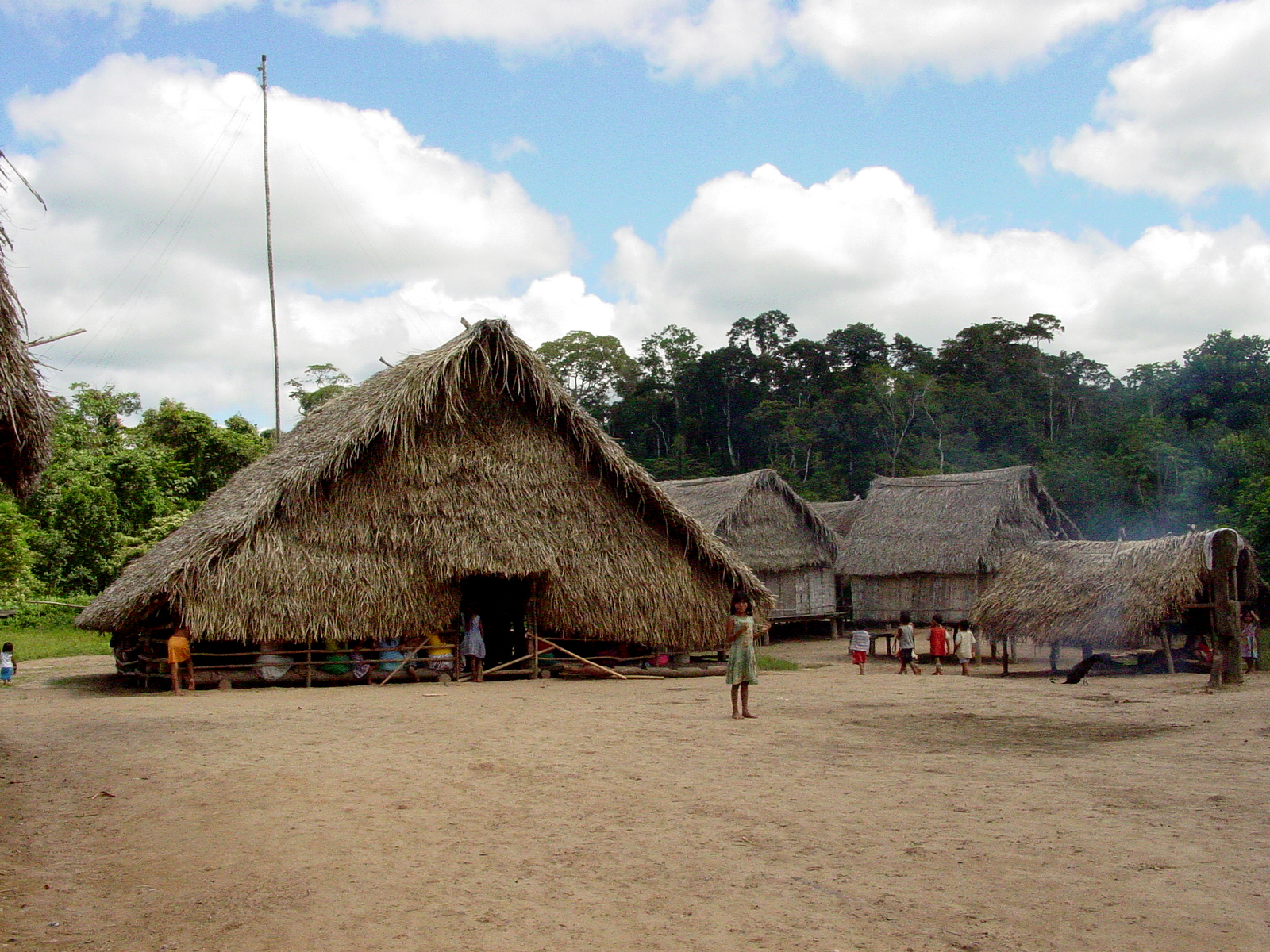
Village kaxinawá dans l'État d'Acre

Les Kaxinawá (auto-dénomination: Huni Kuin) sont un groupe amérindien qui habite l'État brésilien d'Acre plus précisément dans les terres indigènes Haut Rio Purus, Iguarapé do Caucho, Kaxinawa/Kaxinawá de la colonie Vingt-Sept, Kaxinawá du Rio Humaíta, Kaxinawá du Rio Jordão, Kaxinawá Nova Olinda, Kaxinawá do Rio Breu et Terre Indígène Praia do Carapanã et aussi au Pérou
Les Kaxinawá appartiennent à la famille linguistique pano et sont la population indigène la plus nombreuse de l'État d'Acre avec 4 600 personnes selon le recensement de 2003.

### Filmographie
- Nawa Huni, film de Patrick Deshayes et Barbara Keifenheim, JMB productions, Paris, 1990, 56 min 48 s (VHS)
- Já me transformei em imagem. Réalisation : Zezinho Yube Huni Kuin. Brésil 2008.